# William Mac Guckin de Slane
Il barone William Mac Guckin de Slane (Belfast, 12 agosto 1801 – Parigi, 4 agosto 1878) è stato un militare e arabista francese, noto per le sue traduzioni in francese di importanti opere di storici e geografi arabi del medioevo.

## Biografia
Discendente da un'antica famiglia irlandese che prendeva il nome da una cittadina (Slane) nella contea di Meath, naturalizzato francese il 31 dicembre 1838, si dedicò agli studi di arabistica operando come interprete nell'esercito francese.
All'interno dell'esercito, conseguì il titolo di Interprete principale il 1º settembre 1846 e rimase attivo fino al congedo (28 marzo 1872).
Tra i numerosi riconoscimenti che ricevette per la sua opera orientalistica:
- Cavaliere della Legion d'onore (24 settembre 1846)
- Ufficiale della Legion d'onore (26 dicembre 1852)
- Ufficiale dell'istruzione pubblica
- Ufficiale dell'Ordine dei Santi Maurizio e Lazzaro (Regno di Sardegna).
- Membro dell'Institut de France (eletto nel 1862 membro dell'Académie des inscriptions et belles-lettres).

Fu inoltre membro fondatore della Société Historique Algérienne.
Numerosi e di altissima qualità i suoi lavori, ancor oggi strumento indispensabile negli studi arabi. In particolare, l'opera più importante da lui tradotta fu la Storia dei Berberi di Ibn Khaldun.